# Hookeriopsis luteo-viridis
Hookeriopsis luteo-viridis là một loài Rêu trong họ Hookeriaceae. Loài này được (Besch.) Broth. mô tả khoa học đầu tiên năm 1907.